# Lodomerija
Lodomerija je latinizirani naziv za područje u današnjoj Ukrajini, sjeveroistočno od Galicije. Nastao je latiniziranjem slavenskoga naziva[kojega?] za staroslavensku kneževinu Vladimir. 
Pokrajina je jedno vrijeme bila dio Habsburške Monarhije, nakon jedne[koje?] od podjela Poljske, no poslije je Lodomerija prešla pod vlast Ruskoga Carstva. Neglede činjenice što ju više nije posjedovala, habsburška kruna je i dalje držala Lodomeriju u svojemu krunskom naslovu.